# Castell d'Edimburg
El castell d'Edimburg és una antiga fortalesa que domina l'horitzó de la capital d'Escòcia, des de la seua posició a sobre del Castle Rock. És la segona atracció turística del país més visitada. L'ocupació humana del lloc es remunta al voltant del segle ix aC. El castell que tenia guarnició al nom de Maria I d'Escòcia, es va convertir en el focus de la Guerra civil mariana i es va rendir només després d'una intervenció anglesa el maig de 1573. Tal com està avui, algunes de les estructures del castell daten d'abans del segle xvi durant l'Assalt Lang, amb la notable excepció de la Capella de Santa Margalida, l'edifici més antic d'Edimburg, que data de principis de segle xii.